# تاكايوكي ياماساكي
تاكايوكي ياماساكي (باليابانية: 山崎隆之؛ بالكانا: やまさき たかゆき) هو لاعب شوغي ‏ ياباني، ولد في 14 فبراير 1981 في هيروشيما في اليابان.